# Casa Garden
Casa Garden (in cinese: 東方基金會會址) è un piccolo parkette situato a San Antonio, a Macao. A partire dal 2005, l'edificio fa parte del centro storico di Macao, inserito nella lista dei patrimoni dell'umanità dell'UNESCO.

## Descrizione

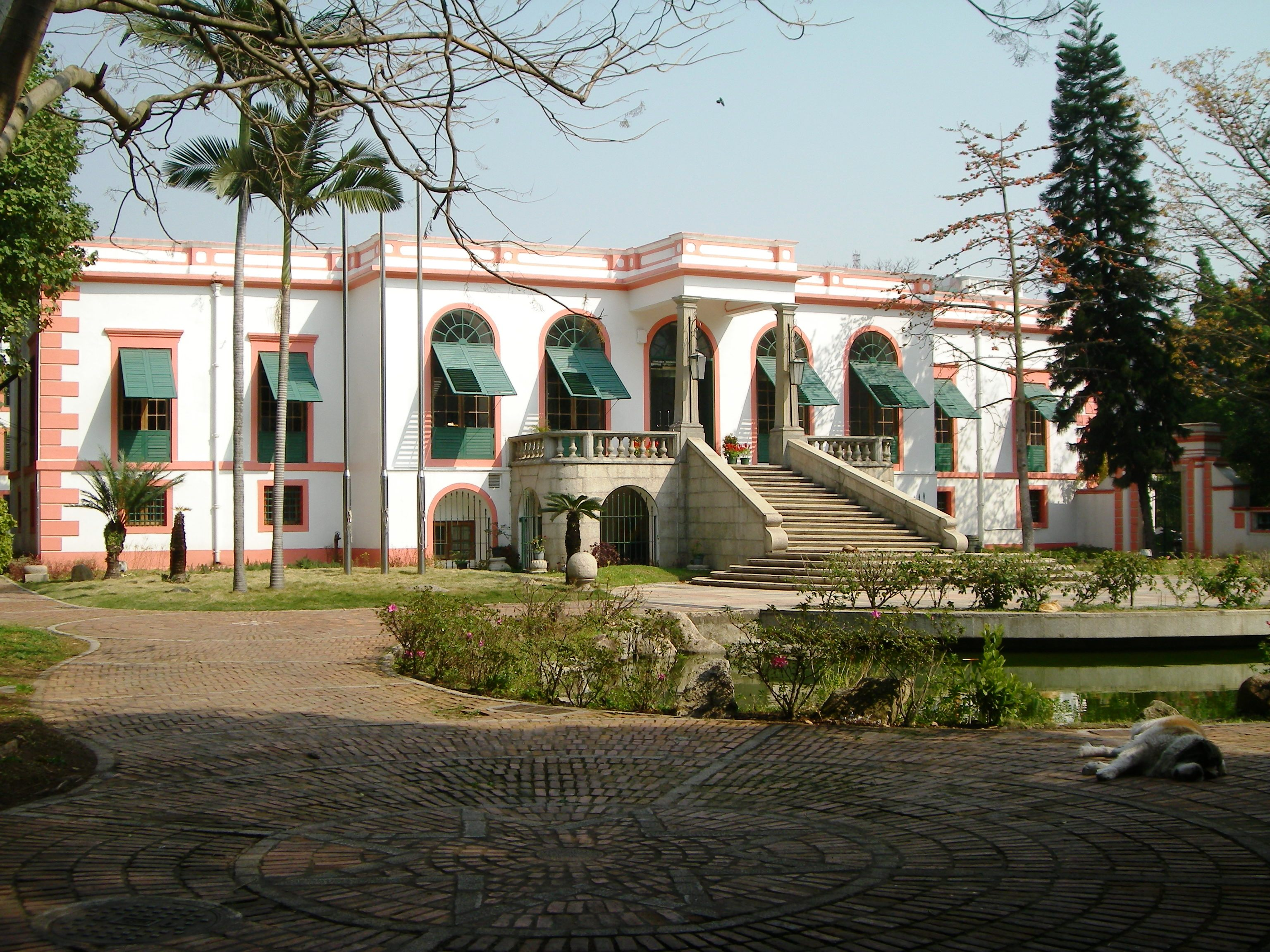
Veduta dell'edificio e del parco

Costruita nel 1770, la casa e il parco erano originariamente proprietà del ricco mercante portoghese Manuel Pereira. In seguito l'area venne data in affitto alla compagnia britannica delle Indie orientali e venne utilizzata come abitazione per il direttore della filiale di Macao. All'interno del giardino di proprietà venne consacrato il cimitero protestante.
Oggi la residenza è stata trasformata in centro culturale e museo della Fondazione Oriente di Macao, con lo scopo di promuovere l'incontro tra le culture portoghese e macao/cinese.